# Leonard Bończa-Stępiński
Leonard Bończa-Stępiński (ur. 31 października 1876 w Warszawie, zm. 21 sierpnia 1921 w Drohobyczu) – polski aktor i pedagog.

## Życiorys
Absolwent III Gimnazjum Rządowego w Warszawie i Akademii Handlowej w Lipsku. Kształcił się również w Klasie Dramatycznej przy Warszawskim Towarzystwie Muzycznym.
Karierę teatralną rozpoczynał na początku XX wieku w Poznaniu, a po roku przeszedł do zespołu Zelwerowicza w Łodzi. Stamtąd przeprowadził się do Krakowa i przez wiele lat był aktorem Teatru im. Juliusza Słowackiego, skąd w 1919 przeniósł się do Teatru Polskiego im. Arnolda Szyfmana w Warszawie.
Zatrudniony na Uniwersytecie Jagiellońskim, gdzie prowadził lektorat wymowy.
Przebywając na kuracji w Truskawcu zaraził się czerwonką, w wyniku której zmarł po przewiezieniu do Drohobycza.

## Filmografia
- Cud nad Wisłą (1921)